# Titanoscorpio douglassi
Titanoscorpio
Genre
Espèce
Titanoscorpio douglassi, unique représentant du genre Titanoscorpio, est une espèce fossile de scorpions à l'appartenance familiale incertaine.

## Répartition
Cette espèce a été découverte à Mazon Creek en Illinois aux États-Unis. Elle date du Carbonifère.

## Publication originale
- (en) Kjellesvig-Waering, « A restudy of the fossil Scorpionida of the world », Palaeontographica Americana, 1986, vol. 55, p. 5-287.